# Stacey Koon
Stacey Cornell Koon, né le 23 novembre 1950, est un ancien officier du département de police de Los Angeles. Il est l'un des quatre policiers du LAPD responsables de la violente agression de Rodney King en 1991. Il a été condamné à deux ans et demi de prison en 1993, pour son rôle dans le passage à tabac.

## Agression de Rodney King
Le 3 mars 1991, à Los Angeles, une poursuite à grande vitesse a été lancée par l'officier de la California Highway Patrol, Melanie Singer, après qu'un automobiliste qui se révéla être Rodney King, a été aperçu au volant d'une Hyundai Excel blanche roulant à plus de 160 km/h. 
La poursuite s'est terminée sur l'accotement droit du Foothill Boulevard. Le sergent Stacey Koon, l'officier responsable ainsi que quatre autres agents du LAPD (Laurence Powell, Timothy Wind, Theodore Briseño et Rolando Solano) ont tenté d'arrêter King. Les officiers ont déclaré que King avait résisté à son arrestation et que les officiers Powell, Wind et Briseño avaient dû recourir à la force pour le maîtriser, bien que des témoins aient nié que King ait résisté. L'incident a été filmé par un voisin, George Holliday, qui l'a vendu à la chaîne de télévision locale KTLA, la bande vidéo montrant King à quatre pattes sur le sol pendant que les officiers, à tour de rôle, « tasent » et frappent King avec leurs matraques. 
À la suite de l'incident, King a été hospitalisé avec une fracture du crâne, une jambe cassée et des marques de brûlure. La chaîne a diffusé des parties de la vidéo et CNN ainsi que de nombreux médias nationaux et internationaux ont rediffusé les images, déclenchant une enquête pour brutalité policière. Après enquête, Stacey Koon, Laurence Powell, Timothy Wind et Théodore Briseño furent poursuivis mais le procès fut déplacé de Los Angeles vers la banlieue de Simi Valley, ce qui déclencha une controverse en raison d'une population locale — donc d'un jury — à majorité blanche, pouvant faire pencher le verdict en faveur des accusés. Les policiers furent jugés pour usage excessif de la force par un tribunal d'État en 1992 et acquittés le 29 avril de la même année. Cela déclencha une vague de fureur et de violentes émeutes à Los Angeles, qui mirent la ville à feu et à sang, faisant 63 victimes.
En 1993, les quatre officiers furent de nouveau jugés par le tribunal fédéral de Los Angeles : Koon et Powell ont été reconnus coupables d'avoir violé les droits civils de King. Les directives fédérales américaines recommandaient que les policiers purgent jusqu'à dix ans de prison. Au lieu de cela, le juge de district, John Davies condamna les contrevenants à trente mois d'incarcération.
La condamnation fut annulée par la Cour d'appel des États-Unis en août 1994 pour non-respect de la procédure et en février 1996, le jugement fut infirmé par la Cour suprême des États-Unis, qui conclut que le raccourcissement des peines relevait du pouvoir discrétionnaire du tribunal de district.
Koon a écrit et publié un livre intitulé Présumé coupable : la tragédie de l'affaire Rodney King. Le livre constitue une tentative, de la part de Koon, de raconter ce qui s’est passé cette nuit-là de son point de vue.

## Tentative de meurtre
En novembre 1995, Randall Tolbert, 35 ans, entra dans un établissement de transition où Koon terminait de purger sa peine et demanda où se trouvait l'ex-officier. Koon étant absent de l'établissement, le tireur prit trois otages, dont Karl Milam, 67 ans. Après avoir tué Milam par balle, Tolbert fut abattu par l'équipe du SWAT du shérif de Los Angeles.

## Après la prison
À sa sortie de prison, Koon déménagea à Castaic, au nord de Los Angeles. En 2012, il commença à travailler comme chauffeur à Los Angeles pour la compagnie de limousines Music Express dont les mécènes comprenaient l'ancien vice-président américain Al Gore et le commentateur politique D. L. Hughley ainsi que d'autres écrivains éminents d'Hollywood .
Koon est devenu largement connu pour son implication dans le cas de King et a été largement représenté dans plusieurs médiums artistiques comme une icône raciste.
En 2007, le magazine Time, pour célébrer le 15e anniversaire des émeutes, rapporta que depuis sa libération, Koon vivait des recettes de son livre.
En 2018, Koon a été arrêté pour conduite en état d'ivresse à Santa Clarita, en Californie. Il plaida coupable et fut condamné à trois ans de probation.